# 韩占武
韩占武（1966年10月—）男，汉族，法学学士，中共党员。现任国家烟草专卖局党组成员、副局长。

## 履历
2006年12月，任国家发展改革委员会人事司综合处处长。
2009年7月，任工业和信息化部人事教育司副司长。
2010年11月，任中国机电设备招标中心主任、党委书记。
2016年6月，任工业和信息化部人事教育司司长。
2019年9月，任工业和信息化部办公厅主任、直属机关党委副书记。
2020年4月，任国家烟草专卖局副局长、党组成员。
1. ↑  . www.chinanews.com.   [2024-05-25]. （原始内容存档于2024-05-25）.